# Гамалія Семен Іванович
Семе́н Іва́нович Гамалі́я (рос. Семён Иванович Гамалея, *31 липня 1743, м. Китайгород Полтавського полку — †10 травня 1822, с. Авдотьїно Бронницького повіту Московської губернії) — філософ, поет, освітній діяч доби Гетьманщини. Жив переважно на Московщині. 
Також перекладач, член масонського руху.

## Біографія
Гамалія народився 31 липня 1743 в місті Китайгород Полтавського полку (тепер село Царичанського району Дніпропетровської області) в родині священика.
У 1755—1763 роки навчався у Київській Академії. Активно займався просвітницькою діяльністю.
З 1769 - на еміграції на Московщині. Там викладав латину в Петербурзькому сухопутному шляхетному кадетському корпусі.
Від 1770 року служив у Сенаті, з 1774 року призначений управителем канцелярії намісника Полоцької і Могильовської губернії графа З.Чернишова, від 1782 р. — на такій же посаді в Москві.
1784 року вийшов у відставку. Останні 30 років безвиїзно проживав у селі Авдотьїно Бронницького повіту Московської губернії (нині с. Вознесенське Московської області РФ, де й помер і похований.

## Літературна і перекладацька діяльність
Семен Іванович Гамалія входив до складу масонських лож, справив помітний вплив на розвиток релігійно-містичних ідей у  духовному житті Гетьманщини та сусідньої Московщини.
Гамалія перекладав з латинської, польської, німецької, французької мов. Переклав, очевидно, усі 22 томи (неопубліковані) творів німецького філософа Якоба Беме, одного з найяскравіших представників містичної літератури кінця XVI — поч. XVII ст.ст. Твори останнього — «Misterium Magnum», «De signatura rerum», «Christophia» були надзвичайно популярні серед українських інтелектуалів до середини XIX століття.
Перебував у дружніх стосунках з російським письменником, журналістом, книговидавцем Ніколаєм Новіковим. Спрямовував своїх учнів і послідовників до духовних справ самовдосконалення.